# Thorn Electrical Industries
Thorn Electrical Industries Ltd. war ein britischer Elektronik- und Rüstungskonzern, der von 1979 bis 1996 mit dem Musikkonzern EMI zum Unternehmen Thorn EMI Ltd. fusioniert war.

## Geschichte
Im März 1928 gründete Jules Thorn die The Electric Lamp Service Company Ltd., die im November 1936 in Thorn Electrical Industries Ltd. umbenannt wurde. 1931 hatte Thorn ein Geschäft, wo man Radios mieten konnte, geöffnet. Der ursprüngliche Geschäftsschwerpunkt lag nach 1933 in der Herstellung und dem Verkauf elektrischer Lampen (Thorn Lighting). Später wurde das Unternehmensprofil erweitert. Durch den im Jahr der Namensänderung erfolgten Kauf der Ferguson Radio Corporation, der Übernahme der Ultra Radio & Television (1961) und der Firma Radio Rentals (1968), einem Anbieter von Radio-Geräten, und einiger weiterer Unternehmensübernahmen wurde Thorn einer von Großbritanniens größten TV- und Radio-Herstellern.
Im Oktober 1979 fusionierte Thorn Electrical Industries Ltd. mit EMI, um den Konzern Thorn EMI zu bilden, der eine der größten Kapitalgesellschaften des Vereinigten Königreichs war. 1982 wurde eine Produktion von VHS-Videorekordern in Europa geplant und dazu mit AEG-Telefunken ein Werk errichtet. Der Bereich der Unterhaltungselektronik hatte 1986 4300 Mitarbeiter und war der größte Hersteller von Fernsehgeräten in Großbritannien (Umsatz etwa 300 Millionen GBP), dann verkaufte Thorn ihn an Thompson.
Am 16. August 1996 stimmten die Anteilseigner von Thorn EMI für eine Trennung in die EMI Group und Thorn, samt Thorn rentals, einem Anbieter von Radio/TV-Geräten (1968 von Thorn erworben), Im Juni 1998 übernahm die japanische Investmentbank Nomura die Firma THORN für 980 Millionen Pfund Sterling.

## Kritik
Da Thorn EMI trotz lautstarker Kritik und internationaler Boykottaufrufe in den 1980er Jahren über 30 Niederlassungen in Südafrika hatte, kam dies einer faktischen Unterstützung des damaligen Apartheidsregimes gleich. Außerdem kritisierten manche Künstler die Verstrickung des Mutterkonzerns mit der Rüstungsindustrie.